# Spärrskapania
Spärrskapania (Scapania aequiloba) är en levermossart som först beskrevs av Schwaegr., och fick sitt nu gällande namn av Barthélemy Charles Joseph Dumortier. Spärrskapania ingår i släktet skapanior, och familjen Scapaniaceae. Enligt den finländska rödlistan är arten starkt hotad i Finland. Arten är reproducerande i Sverige. Artens livsmiljö är kalkstensklippor och kalkbrott.